# Der beste Mann beim Militär
Der beste Mann beim Militär (Originaltitel: Private’s Progress) ist eine britische Filmkomödie des Regisseurs John Boulting aus dem Jahr 1955 und basiert auf dem gleichnamigen Roman von Alan Hackney. Deutschland-Premiere war am 17. Februar 1956.

## Handlung
Während des Zweiten Weltkrieges wird der junge Student Stanley Windrush in die britische Armee eingezogen. Im Gegensatz zu seinem Freund Arthur Egan ist Stanley dem Wehrdienst abgeneigt. Daher bereitet ihm die Grundausbildung einige Mühen. Der Versuch, die Offizierslaufbahn einzuschlagen, gelingt. Stanley landet in der Nachschubeinheit von Major Hitchcock, die vor allem aus Drückebergern, Simulanten und Rekonvaleszenten besteht.
Stanley soll Übersetzer für Japanisch werden und kann im Unterricht glänzen. Sein Onkel, ein Offizier im britischen Kriegsministeriums, sucht ihn auf und holt ihn zu einer Operation mit dem Namen Hatrack. Die Operation soll dazu dienen, von den Deutschen gestohlene Kunstwerke zurückzuholen. Doch in Wahrheit sollen sie gestohlen und an zwei zwielichtige Kunsthändler verkauft werden.
Stanley führt die Operation aus und wird für kurze Zeit arrestiert, weil er eine deutsche Uniform trägt. Nach seiner Entlassung aus der Armee geht er wieder zurück an die Universität. Als jedoch einige der Kunstwerke auftauchen, wird klar, dass Stanley identische Kopien gestohlen hat.

## Kritiken
„Satire auf Militär und englischen Eigensinn, die ihrer dünnen Story durch gute Darsteller und überzeugende Gags einige Glanzlichter aufsetzen kann.“

„Die Story klingt zwar nicht gerade neu, doch gute Dialoge, überzeugende Darsteller und viele Seitenhiebe auf übertriebenen Militarismus sorgen bei dieser Satire für beste Unterhaltung.“

## Auszeichnungen
- 1956: Nominierung für den British Film Academy Award in der Kategorie Bestes britisches Drehbuch

## Hintergrund
- Christopher Lee ist in einer kleinen Nebenrolle als Adjutant eines deutschen Generals zu sehen.
- In Deutschland wurde Ian Carmichael als Darsteller des Privatdetektivs Lord Peter Wimsey bekannt.
- William Hartnell wurde als Dr. Who bekannt, den er von 1963 bis 1966 136-mal darstellte.
- John Boulting ist der Zwillingsbruder von Produzent Roy Boulting.
- Richard Attenborough, 1976 zum Ritter geschlagen, konnte als Produzent und Regisseur von Gandhi 1983 zwei Oscars gewinnen.
- Komponist Addison gewann 1964 einen Oscar für seine Arbeit an Tom Jones.
- Auch Ton-Ingenieur Chris Greenham kam später zu Oscar-Ehren. Er wurde 1962 für Die Kanonen von Navarone ausgezeichnet, sein Kollege Peter Handford 1986 für Jenseits von Afrika.